# Колокольцовское муниципальное образование
Колокольцовское муниципальное образование — сельское поселение в Калининском районе Саратовской области Российской Федерации.
Административный центр — село Колокольцовка.

## История
Статус и границы сельского поселения установлены Законом Саратовской области от 27 декабря 2004 года № 94-ЗСО «О муниципальных образованиях, входящих в состав Калининского муниципального района».

## Население
| 2010  | 2011  | 2012  | 2013  | 2014  | 2015  | 2016  |
| ----- | ----- | ----- | ----- | ----- | ----- | ----- |
| 1041  | ↘1038 | ↘1014 | ↘1008 | ↗1015 | ↘1013 | ↗1023 |
| 2017  | 2018  | 2019  | 2020  | 2021  |       |       |
| ↘1013 | ↘978  | ↘954  | ↘920  | ↘876  |       |       |

## Состав сельского поселения
| № | Населённый пункт | Тип населённого пункта       | Население |
| - | ---------------- | ---------------------------- | --------- |
| 1 | Колокольцовка    | село, административный центр | ↘876      |